# Comunidad del Real Señorío de Molina y su Tierra

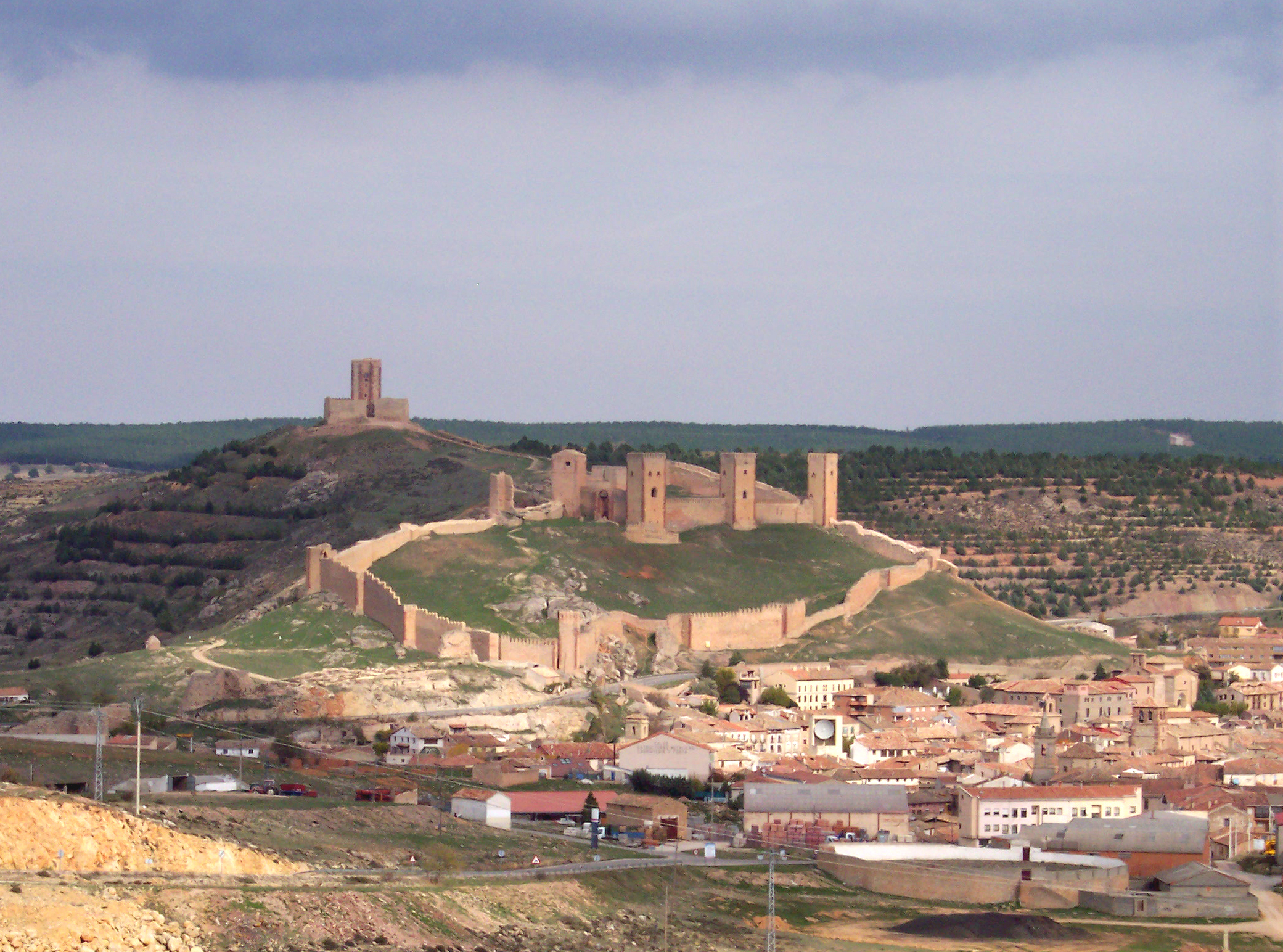
Molina de Aragón, cabeza del antiguo señorío.

La comunidad del Real Señorío de Molina y su Tierra es una agrupación de municipios españoles con carácter histórico creada en torno a aquellos que conformaban el antiguo Real Señorío de Molina, en el este de la actual provincia de Guadalajara. Fue registrada en la Dirección General de Cooperación Local el 27 de junio de 2008 con el número 0819001 con el fin de administrar el patrimonio histórico y artístico de los pueblos que la integran.

## Municipios
La comunidad agrupa a cuarenta y tres municipios:
Adobes, Alcoroches, Alustante, Anquela del Pedregal, Baños de Tajo, Campillo de Dueñas, Castellar de la Muela, Corduente, Checa, Chequilla, Establés, Fuembellida, Fuentelsaz, Herrería, Hombrados, Megina, Milmarcos, Morenilla, Orea, Pardos, El Pedregal, Peralejos de las Truchas, Pinilla de Molina, Piqueras, El Pobo de Dueñas, Prados Redondos, Rillo de Gallo, Rueda de la Sierra, Selas, Setiles, Taravilla, Tartanedo, Terzaga, Tierzo, Tordellego, Tordesilos, Torrecuadrada de Molina, Torremocha del Pinar, Torremochuela, Torrubia, Tortuera, Traíd y Valhermoso.